# Margittay Rikárd
Margittay Rikárd/Richárd (eredeti neve: Misrachy; 1911-ig, névváltozat: Margittai) (Lugos, 1890. október 12. – Buchenwald, 1944. karácsonya) újságíró, helytörténész, szerkesztő, részvénytársasági titkár, a Balaton kutatója.

## Életpályája
Misrachy Éliás (Illés) és Kugel Eugénia fiaként született. Bécsben végzett jogi és zeneszerzési tanulmányokat. Ezzel egyidőben elvégezte a kereskedelmi akadémiát is. A budapesti egyetemen avatták a jog- és államtudományok doktorává. 1914–1918 között katonai szolgálatot teljesített. A háború után a Kereskedelmi és Iparkamara fogalmazója és a Pester Lloyd közgazdasági szerkesztőjeként dolgozott. A Tanácsköztársaság (1919) idején Varga Jenő titkáraként a Népgazdasági Főtanács titkárságát vezette. 1920-tól magánalkalmazásban állt; irodalommal és újságírással, valamint Buda múltjával foglalkozott. 1928-tól Balatonzamárdiban élt. 1936–1943 között a Balaton hetilapjának, a Balatoni Kurirnak volt munkatársa. A fasiszták elhurcolták és koncentrációs táborban megölték.
1924. szeptember 17-én Budapesten, a Ferencvárosban házasságot kötött Weisz Mária Anna Margit losonci születésű zenetanárnővel, majd 1926-ban elváltak. 1935. július 7-én Budapesten, az Erzsébetvárosban feleségül vette a szegedi születésű, nála 12 évvel fiatalabb Vajda Jolánt.
Sokat fáradozott a Balaton és vidékének népszerűsítéséért; sok műemléket, irodalmi, művészeti emléket, népművészeti hagyományt mentett meg; egyedülálló balatoni könyvtárat gyűjtött össze.

## Művei
- A Balaton-part vár- és templomromjai (Budapest, 1936)
- Római sasok a Balaton fölött (történelmi színjáték, Pesterzsébet, 1942)
- Balaton. Tájak – Emberek (Budapest, 1943)
- A Balaton-vidék történelmi műemlékei (Budapest, 1943)
- Alsó Dörgicse (Budapest, 1943)